# Zhang Hao
Zhang Hao (en chino: 章昊; en coreano: 장하오; Nanping, Fujian, 25 de julio de 2000) es un cantante chino bajo la discográfica Yuehua Entertainment. Zhang obtuvo el primer lugar en el programa de competencia de telerrealidad Boys Planet y debutó en julio de 2023 como miembro de Zerobaseone, el grupo formado a partir de este. Además, es el primer extranjero en obtener el primer puesto en un programa surcoreano de este tipo.

## Primeros años
Zhang Hao nació el 25 de julio de 2000 en Fujian, China. En enero de 2018, participó en el examen nacional de ingreso a la universidad para estudiantes de arte y obtuvo el primer lugar en la provincia de Fujian. Se inscribió en Fujian Normal University y se especializó en educación musical. Mientras estaba en la universidad, recibió su certificado para enseñar música a estudiantes de escuela secundaria. Sus talentos musicales incluyen el canto y tocar el violín.

## Carrera

### 2023-presente:Boys Planety Zerobaseone
El 29 de diciembre de 2022, se reveló que Zhang Hao era uno de los participantes del programa de competencia de Mnet Boys Planet y el centro del grupo global (G-Group) en la presentación de la canción principal «Here I Am» (난 빛나), que se transmitió en M Countdown. El programa se transmitió desde el 2 de febrero hasta el 20 de abril de 2023. Zhang Hao fue uno de los ocho aprendices que representaron a Yuehua Entertainment. Para su evaluación interpretó la canción «Kick It» de NCT 127 junto a sus compañeros de compañía Ricky, Ollie y Brian.
Zhang Hao se ubicó constantemente entre las primeras nueve posiciones durante todas las rondas de eliminación del programa. Además, ganó el primer lugar en cada evaluación por equipos en las que participó; esto le permitió obtener todos los puntos adicionales posibles. El 20 de abril de 2023, obtuvo el primer puesto en el episodio final de Boys Planet con un total de 1 998 154 puntos, por lo que formó parte de la alineación final de Zerobaseone. El grupo debutó oficialmente el 10 de julio de 2023 con el EP Youth In the Shade, bajo la compañía WakeOne Entertainment. Durante el evento realizado por su debut, Zhang Hao se presentó formalmente como el «centro de Zerobaseone».
El EP Youth In the Shade incluye la primera canción como solista de Zhang, «Always»; es el sexto tema del álbum y expresa su gratitud hacia sus fanáticos. Esta oportunidad fue uno de los beneficios que recibió por ganar el primer lugar en Boys Planet.
El 19 de enero de 2024, Zhang lanzó la canción «I Wanna Know» para la banda sonora original del programa surcoreano de telerrealidad EXchange 3.

## Discografía

### Apariciones en bandas sonoras
| Año                                                                                | Título         | Posición más alta | Posición más alta | Posición más alta | Álbum                 |
| Año                                                                                | Título         | COR               | COR               | EUA World         | Álbum                 |
| Año                                                                                | Título         | Circle            | Songs             | EUA World         | Álbum                 |
| ---------------------------------------------------------------------------------- | -------------- | ----------------- | ----------------- | ----------------- | --------------------- |
| 2024                                                                               | «I Wanna Know» | 80                | —                 | 9                 | Exchange 3 OST Part 4 |
| «—» indica que el sencillo no alcanzó posición alguna o no fue lanzado en el país. |                |                   |                   |                   |                       |

### Otras canciones
| Año                                                                                | Título   | Posición más alta | Posición más alta | Álbum              |
| Año                                                                                | Título   | COR               | COR               | Álbum              |
| Año                                                                                | Título   | Circle            | Songs             | Álbum              |
| ---------------------------------------------------------------------------------- | -------- | ----------------- | ----------------- | ------------------ |
| 2023                                                                               | «Always» | —                 | —                 | Youth in the Shade |
| «—» indica que el sencillo no alcanzó posición alguna o no fue lanzado en el país. |          |                   |                   |                    |

## Filmografía

### Televisión
| Año  | Programa         | Notas                                                                   | Ref           |
| ---- | ---------------- | ----------------------------------------------------------------------- | ------------- |
| 2023 | Boys Planet      | Programa para determinar a los miembros de ZB1, terminó en primer lugar | [ 29 ] [ 30 ] |
| 2023 | Camp Zerobaseone | Programa de telerrealidad previo al debut                               | [ 31 ]        |

## Premios y nominaciones
| Premiación                | Año  | Categoría                      | Nominado/trabajo | Resultado | Ref.   |
| ------------------------- | ---- | ------------------------------ | ---------------- | --------- | ------ |
| Circle Chart Music Awards | 2023 | Premio a la popularidad global | Zhang Hao        | Ganador   | [ 32 ] |